# Nightsiren
Nightsiren ist ein tschechisch-slowakischer Mystery-Horrorfilm von Tereza Nvotová aus dem Jahr 2022.

## Handlung
Auf der Flucht vor ihrer misshandelnden Mutter kommt es zu einem folgenschweren Unfall: Šarlota schubst ihre Schwester Tamara von einer Klippe und hält sie für tot.
Jahre später, kurz vor Ostern kehrt Šarlota zurück in ihr Heimatdorf. Ihre Mutter muss sich kurz nach dem vermeintlichen Tod von Tamara erhängt haben. Ein anonymer Brief erreichte sie, dass sie etwas erben würde. Vor Ort findet sie eine baufällige Hütte wieder. Sie entscheidet sich, dort zu bleiben. Die Dorfgemeinschaft behandelt sie mit Argwohn. Tatsächlich ist sie nach dem tragischen Unfall weggelaufen. Die Dörfler dachten, sie und ihre Schwester seien von einer Hexe entführt worden, einer Nachbarin namens Otyla.
Šarlota freundet sich mit Mira an, die ebenfalls im Dorf wohnt. Die etwas jüngere Frau und sie teilen ihre Vorurteile gegen die Dorfgemeinschaft, die stark in alten Ritualen und Aberglauben festhält und Dinge wie sexueller Konsens oder selbst das Desinfizieren von Wunden für Teufelswerk hält. Als bei einem lokalen Brauch Mira in den See geworfen wird und die Jugendlichen dies mit Šarlota ebenfalls tun wollen, tritt sie ein Kind, womit sie sich weiter isoliert.
Zu Šarlota und Mira gesellt sich Helena, die gegenüber Šarlota zugibt, in Mira verliebt zu sein. Sie ist jedoch eng mit den Riten der restlichen Dorfbewohner verbunden und leidet unter ihrem strengen Vater und der schwachen Mutter. Sie führt Šarlota auf die Spur von Otyla, die ein wildes Kind aufgezogen haben soll, von dem Šarlota glaubt, es sei ihre Schwester. Šarlota leidet selbst darunter, dass sie eine Fehlgeburt hatte. Sie gibt sich selbst die Schuld daran und auch daran, dass ihr Freund sie verlassen habe, da sie insgeheim kein Kind wollte. Als sie dies Mira gesteht, versucht diese ihr zu erklären, dass nichts davon ihre Schuld sei.
Tomás, der Vater von Helena, versucht Mira zu vergewaltigen, doch diese kann ihn abwehren. Stattdessen geht er zu seiner Frau Anna und versucht diese ebenso zu vergewaltigen. Doch Anna dreht den Spieß herum und verhindert einen Coitus interruptus, indem sie sich an ihm festklammert, da sie gerne ein weiteres Kind möchte.
Beim Mittsommerfest sind Šarlota, Mira und Helena wieder vereint. Sie singen gemeinsam, als die Idylle gestört wird durch Tomás, der seinen beiden Söhnen Prügel androht. Diese laufen nun weg. Šarlota, Helena und Mira trinken einen Trank mit Kräutermixturen, der sie high macht. Šarlota tanzt mit einem Schäfer und es entwickelt sich ein großer Tanz, der jedoch unterbrochen wird, als Šarlota von den Dorfbewohnern zunächst angetascht wird. Als sie sich wehrt, kommt es zu einer Täter-Opfer-Umkehr und Šarlota wird beleidigt, weil sie wie eine „Hure“ tanzen würde. Helena wendet sich gegen sie und Šarlota zieht mit dem Schäfer von dannen.
Šarlota gerät in einen Drogentrip und halluziniert tanzende, nackte Hexen. Sie hat Sex mit dem Schäferjungen. Währenddessen ist auch Helena high geworden und küsst Mira, rennt dann jedoch in Panik weg. Auch sie trifft auf den tanzenden Hexenzirkel. Desorientiert stürzt sie an der gleichen Stelle in die Tiefe wie Tamara vor Jahren.
Am nächsten Morgen sind die beiden Söhne des Bauern weiter verschwunden und die Dorfgemeinschaft bildet Suchgemeinschaften. Währenddessen erfährt Šarlota, dass Mira bei Otyla aufgewachsen ist und es sich bei ihr vermutlich um Tamara handelt. Sie war es auch, die den Brief mit der Erbschaft geschrieben hat. Als sie die Sache klären wollen, wird gerade die schwer verletzte Helena vorbeigetragen. Mira und Šarlota wollen ihr helfen, doch Anna interveniert. Auch Tomás erscheint nun und bedroht die beiden mit einem Gewehr. Helena stirbt währenddessen. Mira und
Šarlota gelingt die Flucht zur alten Hütte der Mutter.
Als die Suchtrupps erfolglos zurückkehren, beschuldigt Tomáš die beiden dahinterzustecken sowie der Hexerei. Die aufgebrachte Menge erscheint nun an der Hütte, wo Mira und Šarlota gerade ihre Flucht planen. Sie werden aufgehalten. Während Mira gefesselt wird, beginnen sie Šarlota g zu foltern, um den Aufenthaltsort der beiden Söhne herauszufinden. Als Anna schließlich ihre Söhne sieht, will sie zu diesen rennen, wird jedoch aus der Menge heraus versehentlich erschossen. Šarlota gelingt daraufhin die Flucht, doch Tomáš richtet seine Wut auf Mira und zündet die Hütte an. Šarlota kehrt mit Rado zurück. Die beiden ziehen Mira aus der brennenden Hütte und Šarlota beginnt mit der Wiederbelebung. Ob diese klappt, bleibt ungewiss.
Die letzte Szene stellt eine Art Traumsequenz dar, bei der Mira und Šarlota durch die Wälder laufen, sich ausziehen und nackt in den See springen. Eine Nahaufnahme zeigt Šarlotas zufriedenes Gesicht.

## Veröffentlichung
In Deutschland wurde der Film am 26. Mai 2023 von der Busch Media Group im Vertrieb von AL!VE auf DVD/Blu-Ray veröffentlicht. Die deutsche Fernsehpremiere erfolgte am 26. Oktober 2024 auf WDR.

## Motive
Tereza Nvotová kam die Idee zum Film durch ein Anthologiebuch, in dem sie erfuhr, das sich „in slowakischen Bergdörfern neben dem Katholizismus bis heute hartnäckig ein Hexenglaube hält“. Der Film verwendet daher das vordergründige Motiv der „Hexe“ nicht im Sinne der Hexerei als solche, wie es im Horrorfilm üblich ist. Vielmehr handelt es sich bei dem Film um eine Kritik an der slowakischen Gesellschaft, insbesondere auf den Dörfern, die immer noch patriarchal organisiert sind. Der Film klagt die Misogynie der Gesellschaft an und hinterfragt die Rollenbilder in der slowakischen Gesellschaft am Beispiel der Dorfgemeinschaft. Die Körper der Frauen dienen hier nur der Lustbefriedigung, ihre Rolle anschließend bleibt auf die der Mutter beschränkt. Alles, was von der herrschenden Norm abwandelt, wird entfernt, seien es starke Frauenfiguren, sexuelle Selbstbestimmung oder homosexuelle Neigungen. Gleichzeitig sind die Dorfbewohner abergläubisch, haben Angst vor Hexen und Flüchen.

## Kritiken
Insgesamt wurde der Film positiv rezipiert. Gelobt wurde vor allem die Besetzung sowie die beeindruckenden Bilder und Atmosphäre. Lediglich wurde in mehreren Kritiken die Dauer des Films negativ beurteilt.
Harald Ladtstätter schrieb auf Filmtipps.at: „Die slowakische Regisseurin Tereza Nvotová holt die - visuell beeindruckenden - Bilder des Folk Horrors in die Gegenwart eines abgelegenen Bergdorfes und lässt sie mit brutaler Männergewalt kollidieren. THE VVITCH meets STRAW DOGS, wenn man so will. Ein kleiner, großer Genre-Film aus dem Nachbarland, der eigentlich ein Drama ist.“ Das Lexikon des internationalen Films urteilte: „Ein atmosphärischer, zwischen Mysterydrama und Folkhorror balancierender Film, der das destruktive Potenzial tief verwurzelter Misogynie und Sexualfeindlichkeit umkreist und eindrucksvoll in teils phantasmagorischen Bildern zwei junge Frauen mit der Paranoia einer restriktiven Dorfgemeinschaft kollidieren lässt.“
Sebastian Seidler „nannte die Auflösung (…) unentschlossen, gar gezwungen verrätselt. Mehr Verdichtung hätte dem Film gutgetan.“

## Auszeichnungen
2022 gewann Tereza Nvotová für Nightsiren beim Filmfestival von Locarno einen Goldenen Leoparden (Bester Film, Kategorie Concorso Cineasti del presente) und erhielt ihre zweite Nominierung für den Český lev in der Kategorie Beste Regie.

## Synchronisation
Die Synchronisation erfolgte über die Legendary Units GmbH in Berlin. Das Dialogbuch schrieb Heidi Bartz, Dialogregie führte Frank Gala.
| Darsteller       | Sprecher            | Rolle   |
| ---------------- | ------------------- | ------- |
| Matus Rysan      | Sascha Krüger       | Adam    |
| Petra Vajdová    | Franziska Kruse     | Alzbeta |
| Jana Oľhová      | Birgit Edenharter   | Anna    |
| Milan Mikulcík   | Rocco Hauff         | Fero    |
| Juliana Oľhová   | Gundula Köster      | Helena  |
| Peter Ondrejicka | Sascha Werginz      | Juro    |
| Iva Bittová      | Irmelin Krause      | Otyla   |
| Noel Czuczor     | Daniel Kröhnert     | Rado    |
| Robert Jacob     | Boris Jacoby        | Roman   |
| Marek Geisberg   | Sebastian Liebich   | Tomás   |
| Zuzana Konecná   | Laura Sophie Helbig | Zofa    |